# Турин
Тури́н (итал. Torino [toˈriːno], пьем. Turin [tyˈɾiŋ]) — город в Италии, важный деловой и культурный центр северной Италии. Административный центр области Пьемонт и одноимённой территориальной единицы, приравненной к провинции.
Четвёртый после Рима, Милана и Неаполя город Италии по количеству жителей, насчитывает около 876 тыс. чел. (2018), вместе с пригородами 1,7 миллиона человек.
Расположен при впадении реки Дора-Рипария в реку По, на Паданской равнине у подножия Западных Альп, на подступах к альпийским перевалам.
После завершения Рисорджименто (1861) Турин на протяжении четырёх лет оставался столицей объединённой Италии. В это время здесь реализовывались крупнейшие на юге Европы строительные проекты.
Город известен в мире благодаря христианской реликвии — Туринской плащанице, а также футбольным командам «Ювентус» и «Торино». Турин — столица зимних Олимпийских игр 2006 года, также город взял на себя проведение Конкурса песни «Евровидение» 2022 года.
Покровителем города считается св. Иоанн Креститель (итал. San Giovanni Battista). Праздник города — 24 июня.

## История

### Период Античности
В ноябре 218 года до н. э. войска Ганнибала столкнулись с тавринами, галло-лигурийским племенем, населявшим местность у подножия Альп. Таврины отказались подчиниться. Пунийские войска численностью 20 000 пехотинцев и 6 000 всадников окружили крепость Турин, и взяли её в течение трёхдневной осады. Население бежало. В крепости были осуществлены разрушения и пожары.
Город был восстановлен. Стены города составляли от 6 м. до 8 м., окружали город по периметру протяжённостью 2875 м. Площадь крепости составляла 45 гектар.
Население занималось скотоводством, садоводством, хлебопашеством. Действовали ремесленные коллегии — кузнецы, ключники, ткачи, красильщики, кожевенники, сапожники, ювелиры.
Хозяйственными делами города управляла городская магистратура (дуомвират или кватрумвират). В неё избирались члены из сословия светлейших (ordo splendidussimus), достигшие 25 лет, имевшие состояние не менее 100 000 сестерциев.
Город делился на 4 картьеры. Каждая из карьтер называлась по названию городских ворот — Порта Палатина, Порта Секузина, Порта Мармореа, Порта ди По (Фибеллона)).
Каждой из карьтер также управлял магистрат. Они обладали административными, религиозными и военными полномочиями.
В городе имелись публичные здания, рынки, бани, правительственные учреждения, храмы.
Собирались налоги. В городе проводились празднества.
В городе почитался культ Аполлона, Марса, Вакха, Меркурия, Матроны, Изиды.
С 80-х годов IV века в городе появилась резиденция христианского епископа.
Пригороды различались по роду занятий.
Во времена Римской империи военный лагерь Castra Taurinorum (основанный около 28 г. до н. э.) был переименован в честь императора Августа в колонию Augusta Taurinorum.

### Период Средневековья
В средие века город стал социально-экономическим центром ремесленной промышленности и торговли.
Городские стены проходили по линии античных стен. Названия ворот города сохранились прежними.
В 940-е годы Турин стал резиденцией маркграфов Ардинуичи, правивших феодом, известным как Туринская марка. С XI века — совместное владение графов Савойских и местных князей-епископов.
В 1563 году Эммануил Филиберт сделал Турин столицей могущественной Савойской династии. Он возвёл новые дворцовые резиденции и возобновил Туринский университет, учреждённый в 1404 году, но впоследствии распущенный.

### Новое время
Одним из центральных событий Войны за испанское наследство была 117-дневная осада Турина французами (1706). Победив французов, савойские правители приняли королевский титул и поручили Филиппо Юварра вывести город на уровень других королевских столиц Европы.
Турин иногда называют «колыбелью итальянской свободы», за то, что он является родным городом заметных политиков и людей, внесших большой вклад в Рисорджименто, например Камилло Бенсо ди Кавура. В городе находятся множество университетов, колледжей, академий, лицеев и гимназий. Среди них основанный в XV веке Туринский университет. Самыми известными достопримечательностями Турина являются Египетский музей и символ города Моле Антонеллиана. Эти и многие другие достопримечательности делают город привлекательным для туристов со всего мира и позволяют Турину входить в десятку самых посещаемых городов Италии.

### Новейшее время
Город в XIX веке являлся важным политическим центром Европы. В 1861 году Турин стал первой столицей объединённой Италии, и наряду с этим являлся столицей для Савойского дома, правящей династии Королевства Италии. Несмотря на то, что большая часть политической значимости Турина была растеряна после отмены монархии в Италии, город остается важным промышленным, экономическим и торговым центром Европы и Италии.
В 1911 году Турин принимал Всемирную выставку (Esposizione internazionale di Torino).
Турин является третьим по экономическим показателям городом страны, после Милана и Рима. Также Турин является своего рода столицей автомобилестроения Италии. С 2007 года в городе располагаются штаб-квартиры компаний FIAT, Lancia, Iveco.
В 1979 году в 15-ю годовщину кончины лидера итальянских коммунистов П. Тольятти власти Самарского обкома КПСС подарили юбилейную машину в знак солидарности.

### Современный период
В 2006 году в Турине прошли зимние Олимпийские игры.

## Экономика
Географическое положение Турина способствовало его экономическому развитию. Турин — важный транспортный узел, второй после Милана промышленный центр страны, с широко развитыми торгово-финансовыми функциями.
В самом городе и его ближайших пригородах (например, в Мирафьори и др.) ведущее значение имеет тяжёлая промышленность, первенствующее положение в которой принадлежит промышленному комплексу предприятий концерна FIAT. На этих же предприятиях работает около половины всех занятых в промышленности города. Ядро всего комплекса — автомобильные заводы, дающие 80 % всего итальянского выпуска автомобилей. FIAT принадлежат также металлургические, авиационные, вагоностроительные, тракторные заводы, производство судовых двигателей и др. Вторым мощным индустриальным комплексом в Турине являются предприятия фирмы RIV (выпуск шарикоподшипников и станков для их изготовления).
Кроме того, в Турине имеются многочисленные машиностроительные заводы других фирм, предприятия резиновой, кабельной, химической (серная кислота, красители, химическое волокно и др.), фармацевтической промышленности. Сохраняют своё значение старые отрасли туринской промышленности — текстильная, швейная, полиграфическая, пищевая (в том числе виноделие, кондитерские изделия и др.).

## Климат
Турин находится на северо-западе Италии. Он окружен на западе и севере Альпами, а на востоке — высоким холмом, который является естественным продолжением холмов Монферрато. Через город проходят четыре крупные реки: По и три его притока: Дора Рипария, Стура ди Ланцо и Сангоне.
Климат Турина находится на границе субтропического и умеренного, морского и континентального климата (Cfa или Dfa). Зимы в городе относительно других городов в Италии холодные, с устойчивыми ночными заморозками и снегопадами. Осенью и зимой на равнине часто бывают туманы.
| Показатель                    | Янв. | Фев. | Март | Апр.  | Май   | Июнь | Июль | Авг. | Сен. | Окт. | Нояб. | Дек. | Год   |
| ----------------------------- | ---- | ---- | ---- | ----- | ----- | ---- | ---- | ---- | ---- | ---- | ----- | ---- | ----- |
| Средний суточный максимум, °C | 5,8  | 8,4  | 12,7 | 16,6  | 20,7  | 24,7 | 27,6 | 26,5 | 23,1 | 17,3 | 10,8  | 6,9  | 16,8  |
| Средний суточный минимум, °C  | −3,3 | −1,1 | 2,1  | 5,6   | 9,9   | 13,8 | 16,3 | 15,7 | 12,6 | 7,2  | 1,8   | −2,3 | 6,5   |
| Норма осадков, мм             | 40,5 | 52,5 | 76,9 | 104,1 | 120,3 | 97,6 | 66,6 | 79,8 | 70,1 | 88,9 | 75,5  | 41,6 | 914,4 |
| Источник: MeteoAM             |      |      |      |       |       |      |      |      |      |      |       |      |       |

## Демография
В 2009 году население города составляло около 910 000 человек, что является значительным увеличением по сравнению с переписью 2001 года. Этот результат связан с растущей иммиграцией из Южной Италии и из-за рубежа. Приблизительно 13,5 % (122,946) населения составляют иностранцы, причём наибольшее количество из Румынии (51,017), Марокко (22,511), Албании (9,165), Китая (5483) и Молдовы (3417). Как и во многих северных итальянских городах, в Турине существует большая доля пенсионеров. Около 18 процентов населения моложе 20 лет, в то время как 22 процента старше 65 лет. Население Туринской городской агломерации насчитывает 1,7 миллиона жителей, занимая четвёртое место в Италии, в то время как в муниципальном районе Турина проживает 2,2 миллиона человек. Средний возраст составляет 43,7 года.

## Достопримечательности
Большая часть замков, дворцов (в частности Палаццо Мадама), садов и площадей были построены в XVI-XVIII вв. в процессе перевода столицы Савойского герцогства (позднее Сардинское королевство) из Шамбери (ныне Франция) в Турин.
В основе прямоугольной градостроительной структуры Турина лежит планировка древнеримского военного лагеря. Городские достопримечательности включают в себя:
- Собор Иоанна Крестителя хранит плащаницу Иисуса Христа. Считается, что именно этой плащаницей было накрыто тело Иисуса после его распятия.
- Один из главных символов Турина — башня Моле Антонеллиана, в которой в настоящее время расположен национальный музей кинематографии Италии.
- Египетский музей Турина — первый в Европе специализированный музей, посвященный древнеегипетской цивилизации.
- Музей автомобиля
- Среди памятников античного зодчества отчасти уцелели древнеримский театр и Палатинские ворота (порта Палатина).
- Монастырь Суперга царит с холма над всем городом. Это шедевр стиля барокко в исполнении архитектора Филиппо Юварра и традиционное место погребения представителей Савойского дома.

В 1997 г. ЮНЕСКО приняло решение включить в список Всемирного наследия резиденции Савойского дома в Турине и его окрестностях, из которых наиболее значимыми являются следующие:
- Палаццо Реале с картинной галереей Сабауда
- Палаццо Мадама
- Палаццо Кариньяно
- Замок Валентино
- Замок Раккониджи — за пределами Турина
- Замок Ступиниджи — за пределами Турина.

|                                                            |                                                                     |                 |                                             |                |
| Палатинские ворота города возведены ещё древними римлянами | Замок Валентино XVI—XVII веков — одна из резиденций Савойского дома | Piazza Castello | Над городом парит барочная базилика Суперга | Палаццо Мадама |

## Спорт
Турин — столица зимних Олимпийских игр 2006 года. Город знаменит своей футбольной командой «Ювентус», которая неоднократно выигрывала Чемпионат и Кубок Италии, европейские клубные кубки. Другая команда — «Торино» — имеет более скромные достижения на международной арене, но достаточно популярна в Италии.

## Культура

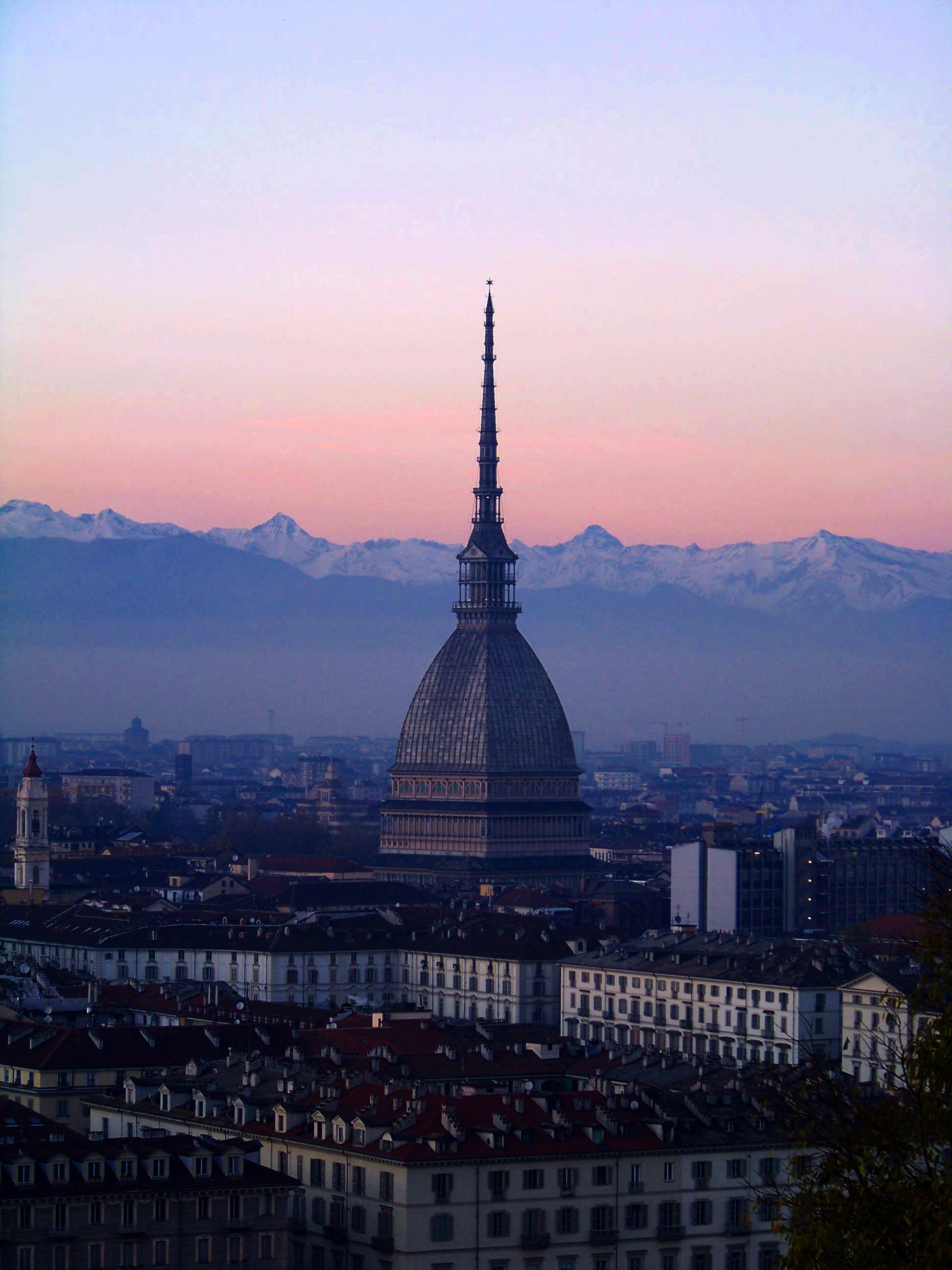
Моле-Антонеллиана — символ города

Город имеет богатую историю и культуру, и известен своими арт-галереями, дворцами, театрами, музеями, парками. Турин также знаменит своей архитектурой в стилях барокко, рококо, неоклассицизма и модерна.
- В последнее воскресенье января в Турине ежегодно устраивается традиционный карнавал. Король карнавала — Джандуя или Джандуйя
- В Турине работает консерватория имени Джузеппе Верди.
- С 1982 года в Турине традиционно проходит международный кинофестиваль молодого кино[16].
- В 2022 году в Турине прошёл песенный конкурс Евровидение-2022.[17]

## В астрономии
В честь Турина назван астероид (512) Тауриненсида, открытый в 1903 году

## Города-побратимы
- Баньё, Франция
- Богота, Колумбия
- Волгоград, Россия (1961)[18]
- Вэньчжоу, Китай (сентябрь 2021)[19][20]
- Газа, Государство Палестина (1999)[21]
- Глазго, Великобритания (2003)[21][22]
- Детройт, США (1998)[21]
- Измир, Турция (2012)[23]
- Кесальтенанго, Гватемала (1997)[21]
- Кордова, Аргентина (1986)[21]
- Кёльн, Германия (1958)[21]
- Лилль, Франция (1958)[21]
- Льеж, Бельгия (3 июля 1958)[21][24][…]
- Нагоя, Япония (27 мая 2005)[21]
- Росарио, Аргентина (2013)[25]
- Роттердам, Нидерланды (1958)[21]
- Санкт-Петербург, Россия (2012)[26]
- Солт-Лейк-Сити, США (2006)[21]
- Тирана, Албания (2009)[27]
- Уагадугу, Буркина-Фасо
- Шамбери, Франция (1957)[21]
- Шэньян, Китай (1985)[21]
- Эш-сюр-Альзетт, Люксембург (1958)[21]